# El Cedral (Quinchía)
El Cedral es una vereda ubicada en el municipio colombiano de Quinchía, del departamento del Risaralda, a una distancia de 8 km de la cabecera municipal.
Su economía se basa en el cultivo del café, plátano, yuca y más variedad de cultivos. 
Tiene una población de aproximadamente 380 habitantes; comunidad humilde y trabajadora, son forjadores de progreso para ese municipio.
Posee un centro educativo con muy buenas instalaciones y una buena cobrertura y personal docente, tiene acceso a todos los programas de interés social para el beneficio de la comunidad.
- Datos: Q130603741